# ヴァシル・ステファノフ
ヴァシル・ステファノフ（ブルガリア語: Васил Стефанов, ラテン文字表記：Vassil Stefanov, 1913年5月6日 - 1991年9月19日）はブルガリアの指揮者。

## 経歴
シュメンの音楽一家の生まれ。1919年には家族でヴァルナに移住し、父親とディミタル・マルデノフからヴァイオリンの手ほどきを受けた。1927年にヴァイオリニストとして初舞台を踏み、サーシャ・ポポフに才能を認められる。1929年にはソフィア音楽院に進学してポポフの薫陶を受け、ポポフの指導する音楽院のオーケストラで演奏経験を積んだ。
その後、ポポフの作った王立軍交響楽団(後のソフィア・フィルハーモニー管弦楽団)のコンサートマスターとして演奏活動を継続したが、1946年に急病のポポフの代役として指揮を執り、指揮者に転向した。1947年にプラハに行き、ヴァーツラフ・ターリヒの助手を務めた。1949年に帰国後は、1989年までブルガリア国立放送交響楽団の首席指揮者を歴任した。